# 小奧布濟爾
51°26′29″N 25°14′10″E / 51.44139°N 25.23611°E
小奧布濟爾（烏克蘭語：Малий Обзир），是烏克蘭西北部的村莊，隸屬沃倫州的卡明-卡希爾斯基區。該村始建於1727年，面積0.24平方公里，海拔高度155米，2001年人口70，人口密度每平方公里288.07人。